# Pièce de 3 centimes Dupré
La trois centimes Dupré est une pièce de monnaie française, égale à 3/100 de franc français frappée en 1795 et 1796.
Il s'agit de la seule pièce de cette dénomination ayant été produite en France. La conception de cette pièce est réalisée par Augustin Dupré. L'année de frappe des pièces utilise le calendrier républicain : An IV et An V.
Actuellement, seuls trois exemplaires de cette pièce sont connus, deux d'entre eux appartiennent à l'Hôtel de la Monnaie de Paris. Le tirage total n'est pas connu.